# William Blake
William Blake (n. 28 noiembrie 1757, Londra, Regatul Marii Britanii – d. 12 august 1827, Londra, Regatul Unit al Marii Britanii și Irlandei) a fost un poet, vizionar, pictor și gravor englez. În mare parte nerecunoscută în timpul vieții sale, opera diversă și profundă a lui William Blake este astăzi considerată esențială și semnificantă atât în istoria poeziei cât și a artelor vizuale.
Poezia sa profetică se spune că formează, “în comparație cu valoarea sa, cel mai puțin citit corpus de poezie al limbii engleze”. Arta sa vizuală a făcut ca unul din criticii contemporani de artă să îl proclame “ de departe cel mai mare artist pe care Britania l-a produs”. Deși a trăit în Londra întreaga sa viață, cu excepția a trei ani petrecuți în Felpham, a creat o operă diversă și bogată în simboluri care consideră Imaginația ca “trupul lui Dumnezeu” sau “existență umană în sine”. Pentru Blake, imaginația nu este sinonimă imaginarului în înțelesul obișnuit al cuvântului, care înseamnă ceva nereal, dimpotrivă, la fel ca și la Coleridge, reprezintă realitatea supremă, viziunea divină sau putere creatoare a lui Dumnezeu.

Blake a ajuns sa fie considerat una dintre primele și cele mai mari figuri ale Romantismului, unul dintre cele mai mari genii ale lumii moderne. A fost ignorant însă în mare măsură de contemporani, care îl considerau nebun, pentru că era sincer și idealist. A trăit aproape toată viața în sărăcie și a murit în timp ce încă lucra la gravuri (cele ce ilustrau Divina Comedie a lui Dante).

Blake a devenit însă foarte prețuit de către critici de mai târziu pentru expresivitatea și creativitatea sa și pentru filonul filozofic și mistic al operei sale. Adept al Bibliei dar ostil bisericii engleze – și tuturor formelor organizate ale religiei – Blake a fost influențat de idealurile și ambițiile revoluțiilor franceze și americane, dar și de gânditorii mistici precum Jakob Böhme și Emanuel Swedenborg. În ciuda acestor influențe cunoscute, unicitatea operei lui Blake îl face greu de clasificat, ca orice valoare autentică. Savantul secolului al 19-lea, William Rossetti îl considera pe Blake ca fiind „o stea glorioasă” și „un om care nu a fost anticipat de predecesori, nici nu a putut fi încadrat contemporanilor, nici înlocuit ușor de vreun succesor cunoscut sau ipotetic.” 
A fost comparat cu Michelangelo, Dante, Brâncuși sau Dürer, dar și cu Byron sau Walter Scott.
Gabriel Liiceanu spune că Blake este promotorul conceptului de „mântuire prin cultură”. Pentru Blake spiritualitatea și arta se suprapun ele având aceeași sursă, Imaginația sau puterea divinității de a crea în mod perfect și desăvârșit, astfel că orice gest făcut la unison cu voința divină sau Imaginația divinității, este un gest artistic; tot astfel Iisus și discipolii săi sunt considerați artiști ,„nu pentru că ar practica una sau alta dintre arte ci pentru că trăiesc prin/în imaginație.” ) Dumnezeu este Creatorul și supremul Artist dar totodată întreaga sa creație este trupul lui ce reflectă atributele sale. Adevărații creștini, după Blake, sunt artiști asemenea lui Iisus și asemenea divinității.

Un Poet, un Pictor, un Arhitect: Bărbatul sau Femeia care nu este [sunt] una din acestea nu este un Creștin. Trebuie să părăsești Tații și Mamele și Casele și pământurile dacă stau în calea Artei. Rugăciunea este studiul Artei. Venerarea este Practica Artei. Postul și celelalte, toate sunt Artă. Ceremoniile exterioare sunt Antihristul. Arta este Copacul Vieții, Dumnezeu este Iisus. (Laocoon) 

Blake este și creatorul sintagmei Toate religiile sunt Una (All religions are one), titlul unei serii de aforisme filozofice reprezentative. Este de asemenea renumit și pentru viziunile sale cu Dumnezeu, îngeri și demoni sau personalități ce au murit.
Într-un sondaj de opinie organizat de BBC în anul 2002, Blake a fost votat al 38-lea pe o listă conținând 100 dintre cei mai importanți britanici ai tuturor timpurilor.

## Viața

### Copilăria

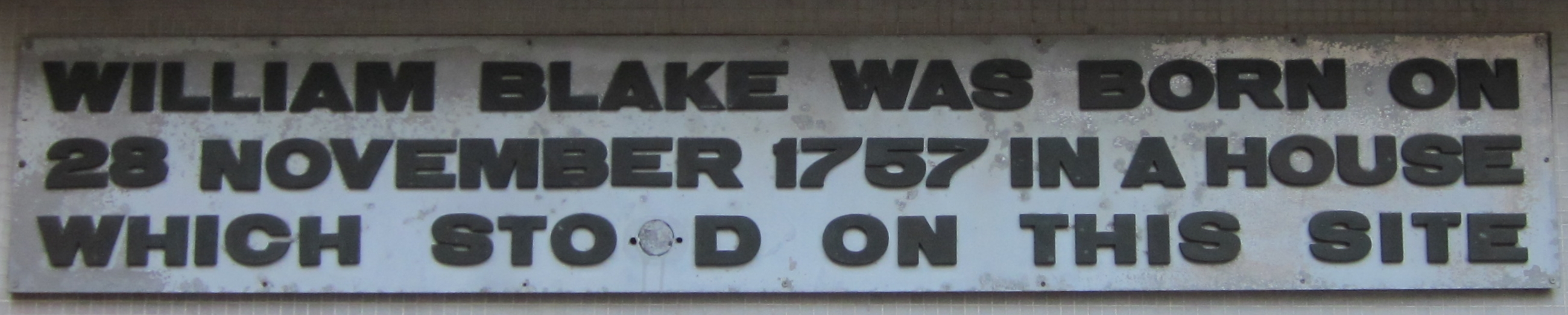
Placă memorială pe un bloc de apartamente din strada Broadwick 28 ce corespunde locului unde se afla casa în care s-a născut şi a trăit Blake până la vârsta de 25 de ani.

S-a născut pe 28 noiembrie 1757 pe Broad Street 28(acum Broadwick St.) în districtul Soho, Londra. Era al treilea copil din cei șapte ai familiei, doi dintre ei murind în copilărie. Tatăl lui Blake, James,era negustor de galanterie și de tricotaje(vindea ciorapi femeiești și bărbătești, mănuși și articole intime și de mercerie). William a mers la școală atât cât să învețe să scrie si să citească, până la vârsta de 10 ani, fiind apoi educat acasă de către mama sa, Catherine Boucher Armitage Blake. Familia Blake făcea parte din grupul religios al Disidentilor și se crede ca ar fi aparținut bisericii moraviene. Blake a fost botezat la biserica Sf. Jacob, construită de catre Sir Christopher Wren, Piccadilly, Londra. Biblia a avut o profundă influență asupra lui Blake încă din copilărie și a rămas o sursă de inspirație de-a lungul întregii vieți.

Îngeri și demoni îi apar lui William Blake chiar din copilărie. Suntem pentru moment în anul 1767, într-o stradă din Londra, într-una din străzile acelea cu case vechi și acoperișuri ascuțite, cum vedem adesea în înscenările cinematografice. Un copil de zece ani se plimba grav prin fața prăvăliilor cu mărfurile expuse în stradă și admiră din loc în loc vreo stampă, vreun portret artistic sau vreo cizelură interesantă.

E un copil cu capul mare, cu o gură lată și ochii puțin ieșiți din orbite. Negustorii din cartier îl numesc “cunoscătorul” pentru că apreciază întotdeauna cu idei surprinzător de juste operele de artă pe care le ia în mână.

Când au timp, - și timp este destul în acel secol, - ei stau de vorbă cu micul William Blake și îl întreabă ce-a mai văzut în plimbările lui pe câmp, iar el le povestește, cu infinită seriozitate, că a văzut un copac încărcat cu îngeri, ca niște stele, și alți îngeri mergând în rând cu semănătorii. Îngeri mergând în rând cu semănătorii? Poate că au fost femeile semănătorilor? îl întrerupse cineva. Ba nu, erau îngeri, răspunde William cu inocența pură a viitorului poet, erau îngeri și semănau grâu. Max Blecher, Wiliam Blake - vizionar genial și chinuit

Blake a început să deseneze copii ale gravurilor grecești ale antichităților pe care tatăl său le cumpăra, un exercițiu pe care îl prefera desenului obișnuit. Prin intermediul acestor desene Blake a luat contactul cu operele clasice ale lui Rafael, Michelangelo, Marten Heemskerk și Albrecht Dürer. Părinții săi cunoșteau foarte bine temperamentul încăpățânat al lui Blake motiv pentru care nu a fost trimis la școală ci înscris la o clasă de pictură. Studia cu aviditate subiecte la alegere, pe care și le alegea singur. În această perioadă a făcut de asemenea incursiuni în domeniul poeziei, opera sa de început arată influențe ale lui Ben Jonson și Edmund Spenser. 

Pentru a i se încuraja tendințele artistice, la vârsta de zece ani William este trimis de părinți să frecventeze școala de desen a lui Henry Pars de pe Strand, până la vârsta de 14 ani, când a absolvit de aici. Citește intens și studiază gravurile marilor artiști renascentiști. Prețul pentru o astfel de școală de artă este însă prea mare, așa încât familia a decis că la vârsta de 14 ani William să urmeze studiul gravurii cu un maestru. La început, tatăl sau l-a dus la William Ryland, un binecunoscut gravor, însă Blake s-a opus, spunându-i tatălui său că omul are o față ce îi spune că va fi spânzurat( de altfel, profeția aceasta s-a și adeverit, doisprezece ani mai târziu).

Kathleen Raine susține ca Blake a primit "cea mai bună educație în artă disponibilă în Londra în acel timp."

### Ca uncenic al lui James Basire

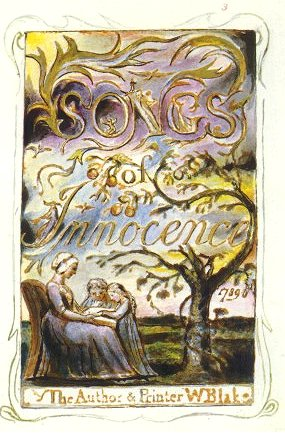
"Cărţile iluminate, scrise, ilustrate, imprimate şi colorate de el însuşi, sunt printre comorile naţiunii" - Kathleen Raine. Pagina titlu a "Cântecelor Inocenţei".

Pe 4 august 1772, Blake devine ucenic al gravorului James Basire, din strada Great Queen, pentru 7 ani. La sfârșitul acestei perioade, la vârsta de 21 de ani, avea să devină gravor profesionist. 

În atelierul lui Basire, Blake se ocupă de mai multe cărți ce apăreau în acel timp despre antichități sau mitologii, un tip de educație foarte plăcut pentru el. Una din aceste cărți a fost Noul sistem al mitologiilor de Jacob Bryant, o lucrare ce abundă de comparații ale mitologiilor lumii antice; Blake personal a realizat unele gravuri ale acestei lucrări, cum ar fi ilustrații ale peșterilor–temple zoroastriene, teme vizuale ce apar în opera sa de mai târziu. Concluzia sa că "Toate religiile sunt una" se datorează și familiarității sale cu Bryant, pe lângă alte lucrări despre mitologia antică, cum ar fi Vestigii nordice a lui Thomas Percy, Ossian a lui James Macpherson sau lucrări despre antichități britanice.

După doi ani, Basire își trimite ucenicul să realizeze imagini după catedralele gotice din Londra. Experiențele sale la Catedrala Westminster l-au ajutat să își formeze stilul artistic și ideile. Catedrala în acel timp era decorată cu costume de armura, pictată cu efigii funerare și figuri de ceară divers colorate. În lungile după-amiezi petrecute de Blake în catedrală schițând era întrerupt uneori de către băieții de la Școala Westminster, unul dinte ei chinuindu-l într-o după-amiază atât de mult încât i-a altoit o scatoalcă, trimițându-l la sol , “asupra căruia s-a aruncat apoi cu teribilă Violență”. Blake a avut mai multe viziuni la Catedrală a unor procesiuni de calugări și preoți, în timp ce auzea „cântece liturgice și corale.”

### Academia Regală

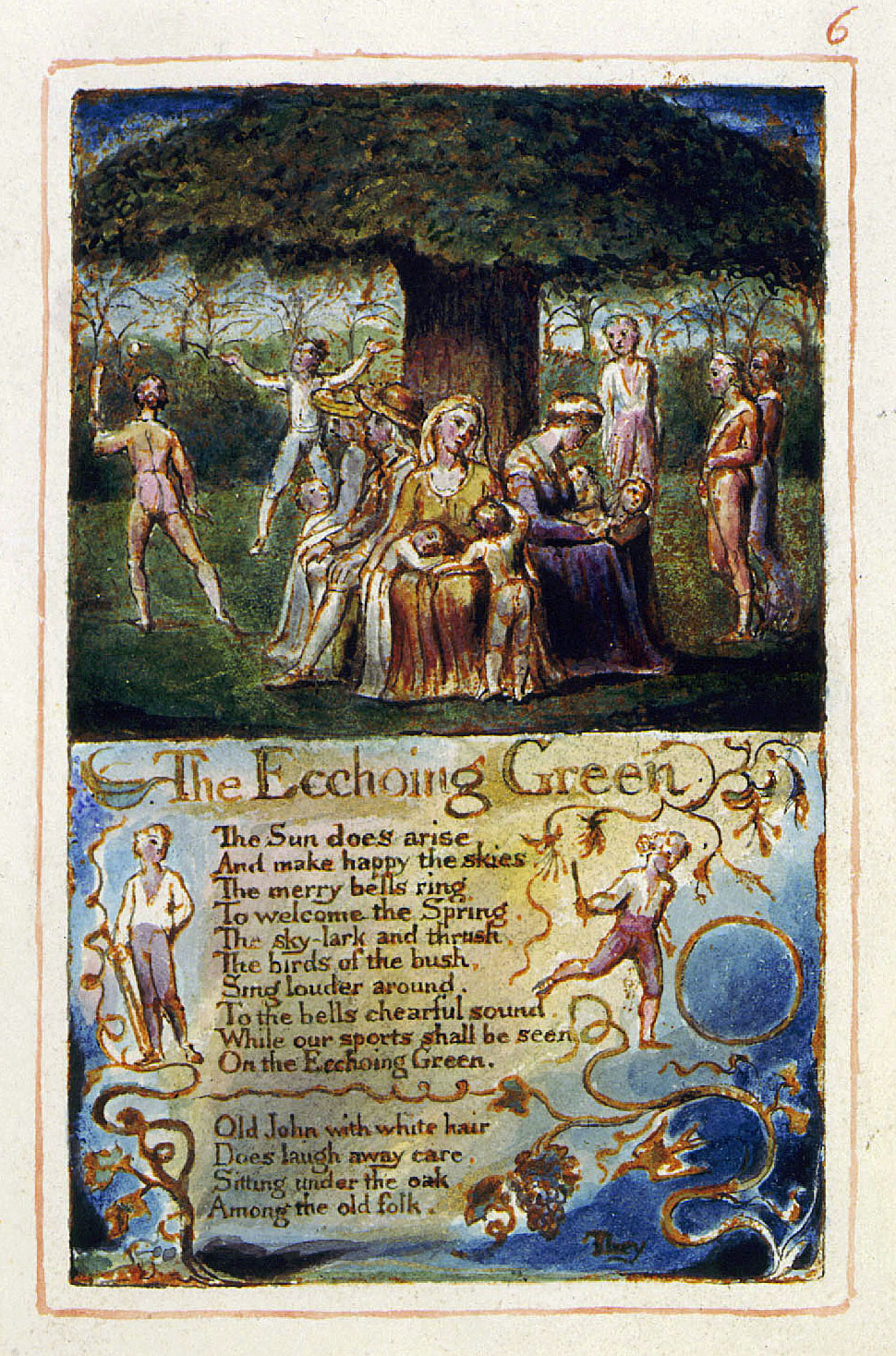
Blake, pictor şi poet, îşi ilustrează propriile creaţii literare. Al treilea poem al "Cântecelor Inocenţei" The Echoing Green

Pe 8 octombrie 1779, Blake este admis ca student la Royal Academy din Old Somerset House, lângă Strand, după ce prezintă mai multe lucrări prin care își demonstrează talentul în domeniul desenului academic. Își câștigă astfel dreptul de a frecventa cursurile Academiei pentru șase ani.
Aici se revoltă împotriva a ceea ce consideră a fi stilul nefinisat al pictorilor la modă cum ar fi Rubens, promovat de către președintele Academiei Regale în acel moment, Joshua Reynolds. De-a lungul timpului Blake a ajuns să deteste profund atitudinea lui Reynolds în privința artei, în special goana acestuia după “adevărul general” și “frumusețea generală”. În Discursurile sale Reynolds scrie că “dispoziția pentru abstracțiune, generalizare și clasificare, reprezintă gloria inteligenței umane”; Blake îi răspunde adnotând pe o copie a cărții “A Generaliza înseamnă a fi Idiot; a Particulariza este Singurul Merit”. Blake de asemenea displăcea aparenta umilință a lui Reynolds, pe care o considera o ipocrizie. Împotriva picturii în ulei la modă a lui Reynolds, Blake preferă precizia clasică a primelor sale influențe, Michelangelo și Rafael.
David Bindman sugerează că antagonismul lui Blake față de Reynolds s-a născut nu atât din viziunea președintelui Academiei în privința picturii (ca și Blake considera pictura istorică mai valoroasă decât peisajele sau portretele) cât mai ales împotriva “ipocriziei sale de a nu pune în practică idealurile sale.” Cu sigurață Blake nu avea nici o aversiune să își expună lucrările la Academia Regală, realizând acest lucru de mai multe ori între 1780 și 1808.
Devine prieten cu John Flaxman (sculptor, proiectant și desenator), Thomas Stothard (pictor și desenator), George Cumberland și Henry Fuseli (pictor, proiectant și scriitor în domeniul artei) în timpul primului an la Academia Regală. Flaxman, care avea aproape aceeași vârstă cu Blake era un swedenborgian convins, misticismul său influențându-l și pe Blake.
În 1780, la 22 de ani, expune o acuarelă la Academie, intitulată The Death of Earl Goodwin/Moartea Contelui Goodwin. În același an realizează și o primă gravură ce prevestește stilul său caracteristic, “al energiei joviale" debordante irezistibile - intitulată Dance of Albion/Albion’s Dance despre care Mona Wilson afirma că ar fi un autoportret.

### Casătoria și cariera de început

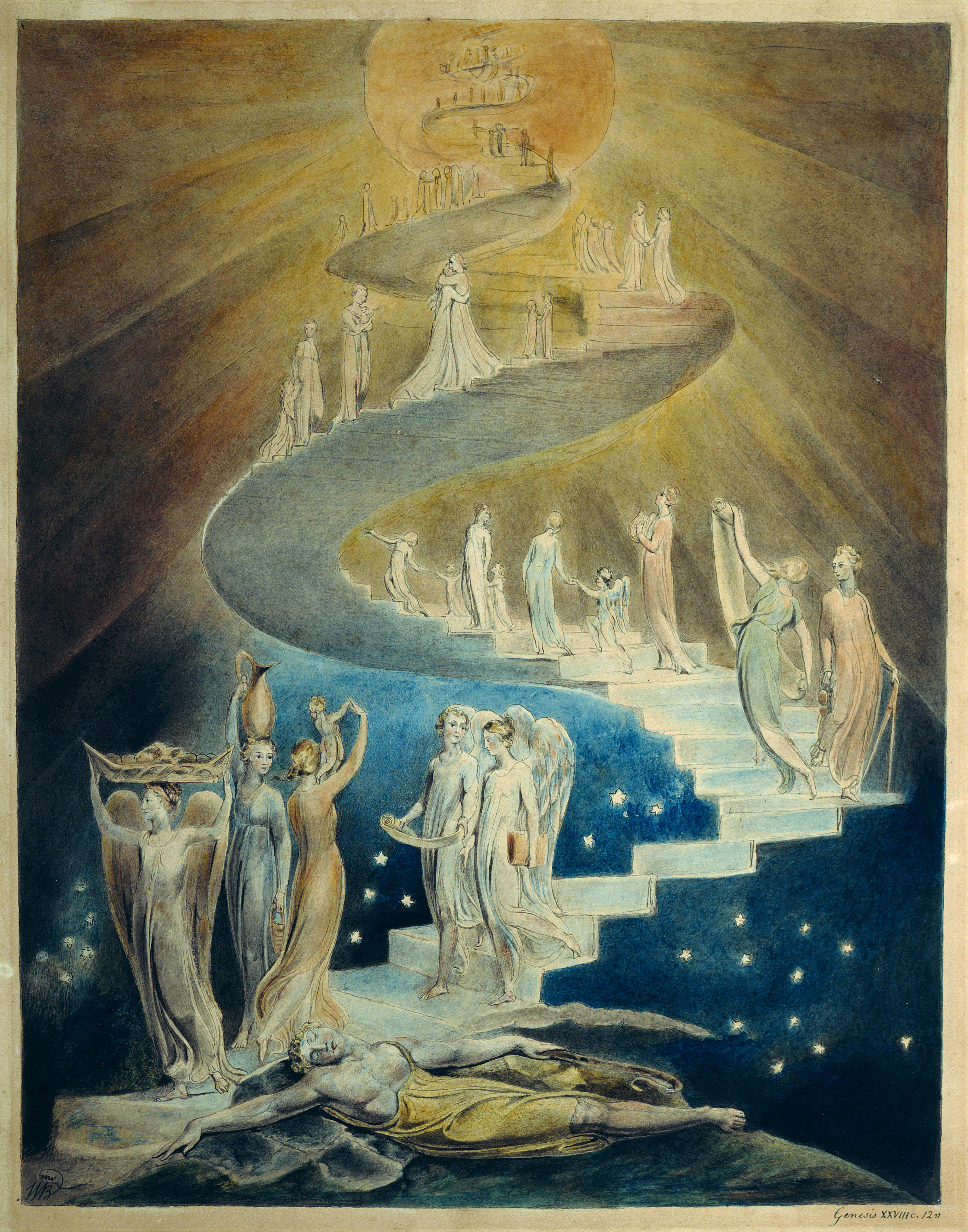
Scara lui Iacov(c.1800), cea mai faimoasă redare a subiectului, British Museum, Londra

În 1782, la vârsta de 24 de ani Blake se căsătorește(după ce a curtat-o vreme de un an) cu Catherine Boucher, fata unui grădinar din Battersea, mai tânără cu cinci ani decât el, săracă și analfabeta, dar atrăgătoare și plină de compasiune. Recent respins de o altă femeie pe care o ceruse în căsătorie Blake îi povestește Caterinei despre insuccesul său. Ea îl compătimește, câștigându-i astfel afecțiunea. Căsătoria are loc în biserica Sfânta Maria , Battersea. Certificatul original de căsătorie poate fi văzut și astăzi la biserică, expus în spatele unei ferestre de vitraliu alături de o placă comemorativă ce a fost realizată între 1976 și 1982. Blake pe lângă faptul că o va învăța pe Catherine să scrie și să citească, o instruiește și în arta gravurii. De-a lungul vieții soția sa s-a dovedit a fi un ajutor neprețuit, ajutându-l să își printeze lucrările iluminate și susținându-l să treacă prin numeroasele necazuri pe care le-a avut.
Prima colecție de poeme a lui Blake, Schițe Poetice, a apărut în 1783. După moartea tatălui său, William și prietenul său din perioada de ucenicie la Basire, James Parker, au deschis un atelier de gravură în 1784, și au început să lucreze cu librarul și editorul Joseph Johnson. Casa lui Johson era un loc de întâlnire pentru intelectualii de marcă disidenți ai timpului: teologul și omul de știință Joseph Priestley, filozoful Richard Price, artistul John Henry Fuseli, feminista Mary Wollstonecraft sau revoluționarul anglo-american Thomas Paine. Împreună cu William Wordsworth și William Godwin, Blake și-a făcut multe speranțe în legătură cu revoluțiile franceză și americană și chiar purta o bonetă frigiană în semn de solidaritate cu revoluționarii francezi, dar era disperat de ascensiunea lui Robespierre și a Regatului Terorii din Franța. În 1784 Blake a compus manuscrisul neterminat O insulă pe lună.
Blake ilustrează Original Stories from Real Life (1788; 1791) de Mary Wollstonecraft. Se pare că aveau viziuni comune în privința egalității sexuale și instituției căsătoriei, dar nu există o dovadă concretă că s-au întalnit. În 1793 în Viziunile Fiicelor Albionului, Blake condamnă absurditatea crudă a castității impuse și a căsătoriei fără iubire, apărând drepturile femeilor la realizare de sine.

### Felpham

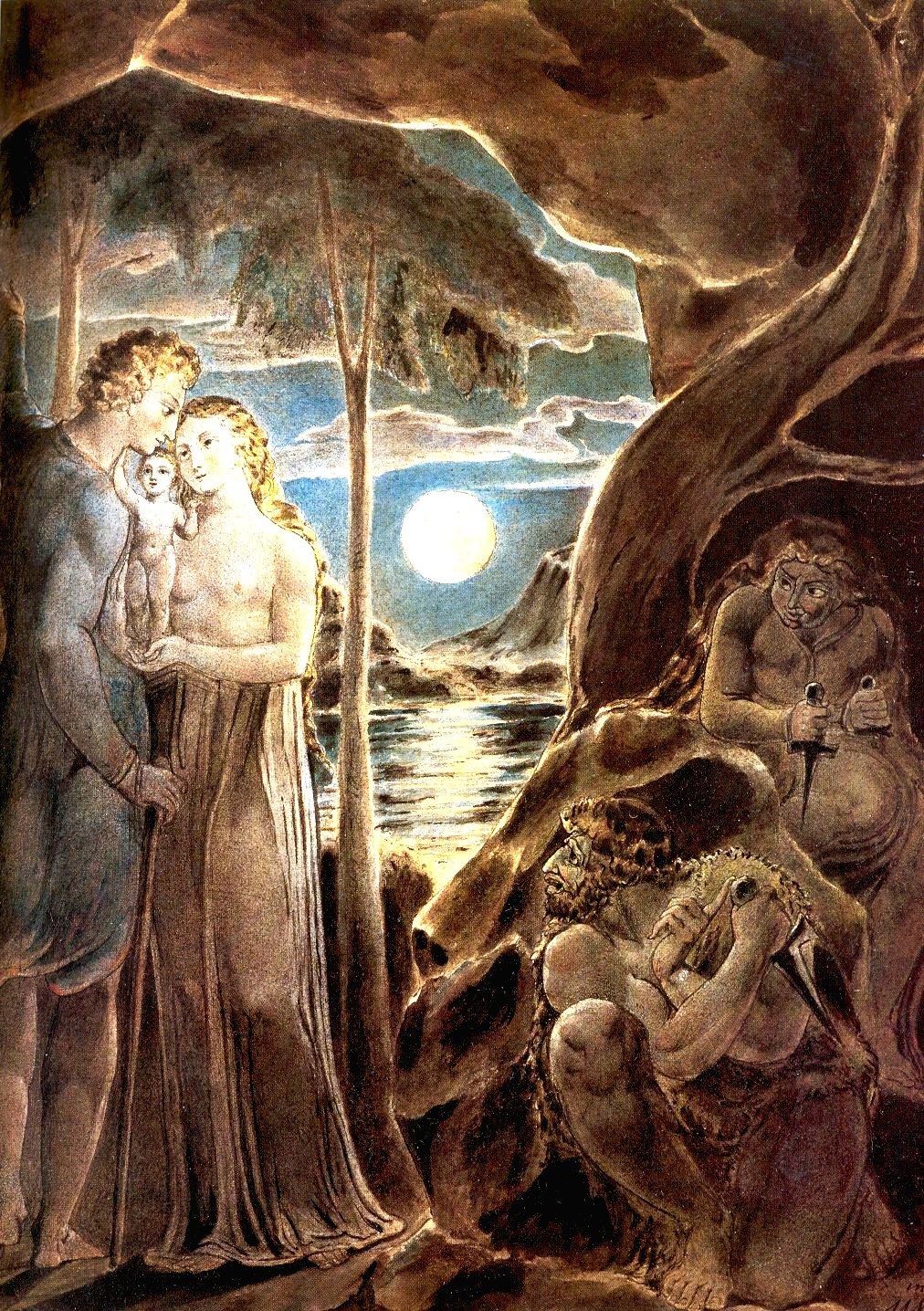
Malevelence, 1799 Philadelphia Museum of Art, Philadelphia.

În 1800 Blake se mută într-o casă din Felpfam, Sussex(astăzi West Sussex) răspunzând astfel invitației lui William Hayley de a-i ilustra lucrările poetice și de a lucra sub patronajul acestuia. Va locui aici 3 ani timp în care lucrează la acuarele pentru Thomas Butts, la proiecte minore pentru Hayley ce constau în ilustrații pentru cărți, și ilustrează Comus pentru John Milton. Tot aici începe să lucruze la Milton iar Michael Manson consideră că în 1800 compune și Vala sau Cei patru Zoa. Învață greaca, latina și ebraica.
În 1802 apare volumul lui Hayley Ballads/Balade, cu gravurile lui Blake, dar Blake este decis să plece de la conacul din Felpham fiind nemulțumit de situația sa fizică și artistică.
Pe 12 august 1803 are loc un incident între Blake și soldatul John Schofield din armata regală(Royal Dragoons/ Dragonii Regali) care era găzduit la hanul Felpham. În ziua respectivă grădinarul lui Blake invitase soldatul să îl ajute la lucru în grădină, dar Blake nu știa acest lucru și l-a invitat să plece crezând că nu are ce căuta acolo. Soldatul îi răspunde injurios iar Blake îl scoate cu forța din grădină, observând că este beat. Acuzația lui Blake a venit în urma jurământului soldatului în fața unui magistrat cum că Blake l-ar fi atacat și ar fi strigat : “La naiba cu Regele”(“Damn the King”) și ar fi numit armata și poporul drept “sclavi” pe care Napoleon i-ar putea lesne cuceri. Blake a negat aceste acuzații care s-au dovedit în tribunal a fi false, dar a trebuit să participe la procesul ce a avut loc pe 11 ianuarie 1804 în Chichester unde a fost achitat. Blake îl va ataca dur pe Sc(h)ofield în poemul Ierusalim dedicând chiar și o placă/pagină în care soldatul apare încătușat, o metaforă, fiind vorba de catușe ale minții('mind-forg'd manacles').

## Opera literară
- 1783: Schițe poetice ("Poetical Sketches");
- 1789: Cântecele Inocenței ("Songs of Innocence");
- 1794: Cântecele experinței ("Songs of Experience");
- 1789: Cartea lui Thel ("The Book of Thel");
- 1790: Căsătoria cerului cu iadul ("The Marriage of Heaven and Hell");
- 1791: Revoluția franceză ("The French Revolution");
- 1793: Viziunile fiicelor Albionului ("Visions of the Daughters of Albion");
- 1793: America: carte profetică ("America: a Prophecy");
- 1794: Europa: carte profetică ("Europe: a Prophecy");
- 1794: Cartea Urizen ("The Book of Urizen");
- 1797: Vala sau Cei patru Zoa("The Four Zoas");
- 1804: Milton ("Milton").